# Тифлисский кадетский корпус
Тифли́сский Вели́кого кня́зя Михаи́ла Никола́евича каде́тский ко́рпус — военно-учебное заведение российской императорской армии.

## История корпуса
- 13 ноября 1871 — Тифлисская военная прогимназия.
- 7 июля 1875 — Тифлисская военная гимназия на 200 интернов. Образована взамен переведенной во Владикавказ прогимназии.
- 22 июля 1882 — Тифлисский кадетский корпус.
- 30 декабря 1909 — Тифлисский Великого князя Михаила Николаевича кадетский корпус.

## Директора гимназии и корпуса
- 10.08.1871 — хх.хх.1895 — полковник (с 30.08.1882 генерал-майор) Острогорский, Николай Николаевич
- 19.01.1896 — 16.09.1896 — генерал-майор Смирнов, Иоасон Дмитриевич
- 16.11.1899 — 06.11.1902 — генерал-майор Кичеев, Александр Петрович
- 06.11.1902 — 19.02.1905 — полковник (с 06.04.1903 генерал-майор) Соймонов, Иван Гаврилович
- 01.03.1905 — 06.03.1916[1] — полковник (с 02.04.1906 генерал-майор, с 14.04.1913 генерал-лейтенант) Томкеев, Иван Петрович
- 15.03.1916 — хх.хх.1917 — генерал-майор Дурново, Сергей Сергеевич

## Инспекторы классов корпуса
- 30.10.1882 — 23.06.1883 — полковник Анчутин, Константин Николаевич
- 13.12.1883 — 12.04.1892 — полковник Потоцкий, Александр Платонович
- 1892—1894 — полковник Корольков, Александр Матвеевич
- 13.01.1895 — 25.10.1900 — полковник Цыгальский, Виктор Михайлович
- 10.01.1901 — 28.09.1901 — полковник Струсевич, Александр Петрович
- 06.12.1901 — 08.08.1908 — полковник Пузанов, Николай Александрович
- 03.08.1908 — 1917 — статский советник (с 06.09.1909 действительный статский советник) Цветков, Алексей Васильевич

## Известные люди, учившиеся или служившие в корпусе
| - Аверьянов, Пётр Иванович - Белогорцев, Владимир Фёдорович - Белогородцев, Владимир Фёдорович - Де Лазари, Александр Николаевич - Джамшид Нахичеванский - Ксимитов, Константин Лазаревич - Ломновский, Пётр Николаевич - Маниковский, Алексей Алексеевич - Новрузов, Керим-бек - Одишелидзе, Илья Зурабович - Пантюхов, Олег Иванович - Рюрик Ивнев | - Скляров, Николай Васильевич - Талышинский, Мир Фуад-Хан Гасан оглы - Третьяков, Николай Александрович - Трухачёв, Сергей Михайлович - Туманов, Георгий Николаевич - Шихлинский, Али-Ага Исмаил-Ага оглы - Шихлинский, Джавад-бек - Шихлинский, Рустам-бек - Эльснер, Евгений Феликсович - Едигаров, Вели-бек - Едигаров, Исрафил-бек - Яхонтов, Виктор Александрович. |